# Partido General Villegas
General Villegas ist ein Partido im Nordosten der Provinz Buenos Aires in Argentinien. Laut einer Schätzung von 2019 hat der Partido 33.090 Einwohner auf 7.265 km². Der Verwaltungssitz ist die Ortschaft General Villegas. Der Partido wurde 1877 von der Provinzregierung geschaffen.

## Orte
In General Villegas gibt es 12 Ortschaften und Städte, sogenannte Localidades.
- General Villegas (Verwaltungssitz)
- Piedritas
- Emilio V. Bunge
- Coronel Charlone
- Banderaló
- Cañada Seca
- Villa Sauze
- Santa Regina
- Villa Saboya
- Santa Eleodora
- Massey
- Pichincha